# Hökberg

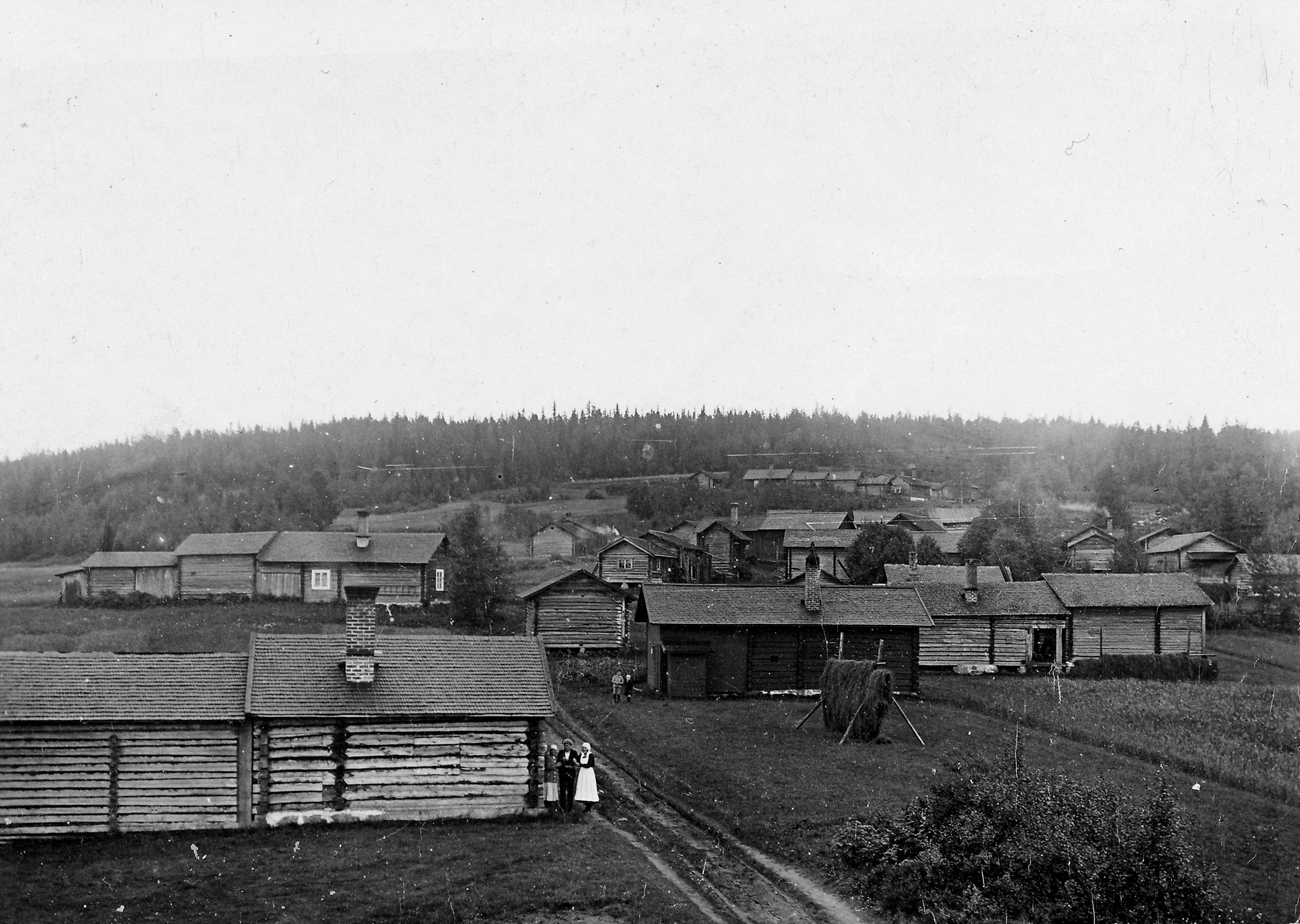
Hökberg omkring 1920

Hökberg är en fäbod i Mora socken, Mora kommun i Dalarna. I fäboden korsas två vandringsleder, Siljansleden och Vasaloppsleden. Hökberg är också den näst sista Vasaloppskontrollen efter 71 kilometers färd från Sälen.
Redan i mitten av 1500-talet finns bofasta registrerade i Hökberg - i gamla skattelängder. Vid Storskiftet i mitten av 1800-talet fanns där 13 fastighetsägare. Idag räknas antalet gårdar 41 stycken - 2 av dem tillhör IFK Mora, och används i samband med Vasaloppsorganisationens evenemang både sommar och vinter.
Förutom Siljansleden och Vasaloppsleden passerar ytterligare 5 kortare eller längre leder Hökberg. Den kortaste är den 3,5 kilometer långa "Hökbergs utsiktsrunda", som startar och slutar mitt i fäboden. Den går upp till Hökbergets topp med utsikt mot Siljan och Orsasjön. "Bananna" är en runda som utgår från Läde, går över Hökberget till Hökberg, vidare ner till Spjutmosjön och tillbaka längs åsen bredvid Dalälven till Läde. Högåsrundan är 18,5 km kuperad terräng - mot Myckelberg, upp på Högåsen och runt Gopsberget. "Mora-Nisses runda" skapades av Nils "Mora-Nisse" Karlsson (ev. på 1960-talet), växte igen, men märktes åter upp hösten 2012 med Mora-Nisses gamla gula markeringar. "Fäbodrundan" mäter 35 km och lämpar sig mest för skidåkning. Start i Eldris - går till Norra Garberg, Hökberg och tillbaka till Eldris.